# Karl Adolph von Basedow
Karl Adolph von Basedow (ur. 28 marca 1799 w Dessau, zm. 11 kwietnia 1854 w Merseburgu) – niemiecki lekarz, praktyk, mieszkający i pracujący w Merseburgu.

## Życiorys
Po ukończeniu uniwersytetu w Halle wyjechał do Merseburga, gdzie w 1822 r. rozpoczął praktykę lekarską. W 1840 roku opisał dokładnie chorobę objawiającą się wytrzeszczem oczu, powiększeniem tarczycy i tachykardią (tzw. trójca merseburska). Chorobę tarczycy z wytrzeszczem oczu opisał także w 1835 roku Robert James Graves, lekarz irlandzki, stąd nazwa eponimiczna choroby – choroba Gravesa-Basedowa).